# Alessandro Torlonia
Alessandro Torlonia (parfois appelé Alexandre Torlonia, en français, et Alejandro de Torlonia en espagnol), prince de Civitella-Cesi, est né le 7 décembre 1911 à Rome, en Italie, et mort au même endroit dans la nuit du 11 au 12 mai 1986. Gendre du roi Alphonse XIII d'Espagne, c'est un aristocrate italien notamment connu pour avoir été le propriétaire de la plus grande collection privée de sculptures antiques.

## Biographie
Personnalité de la famille Torlonia, Alessandro Torlonia est le fils du prince Marino Torlonia (en) (1861-1933) et de son épouse l'Américaine Mary Elsie Moore (en) (1889-1941).
Le 14 janvier 1935, Alessandro épouse, à Rome, l'infante Béatrice d'Espagne (1909-2002), fille du roi Alphonse XIII d'Espagne (1886-1941) et de son épouse la princesse Victoire-Eugénie de Battenberg (1887-1969). Il s'agit là d'un mariage morganatique qui prive la princesse de ses droits successoraux.
De l'union d'Alessandro et de Béatrice naissent quatre enfants :
- Alessandra Vittoria Torlonia (1936-2014), qui épouse le comte Clemente Lecquio di Assaba (1925-1971) ;
- Marco Torlonia (en) (1937-2014), prince de Civitella-Cesi, qui épouse, en premières noces, Orsetta Caracciolo des princes Castagneto, avant de se remarier à Philippa Catherine McDonald puis à Blažena Anna Helena Svitáková ;
- Marino Riccardo Francesco Giuseppe Torlonia (1939-1995) ;
- Olimpia Emmanuela Enrichetta Maria Torlonia (1943), qui épouse Paul-Annik Weiller (1933-1998).

À travers ses filles Alessandra et Olimpia, Alessandro Torolonia est le grand-père de Alessandro Lecquio (es) (1960), comte Lecquio, et de Sibilla Weiller (1968), princesse de Luxembourg.

## Dans la culture populaire
Dominique de Saint Pern évoque l'arrestation, par le régime fasciste italien, du prince Alessandro Torlonia, dans son roman Edmonde (2019).